# Оглала

Флаг Оглала

Огла́ла, огла́ла-си́у, огла́ла-лако́та — индейское племя языковой семьи сиу. Название племени происходит от слова на языке лакота и означает Разбрасывающие или Разгоняющие сами себя. Входит в состав народа лакота.

## История

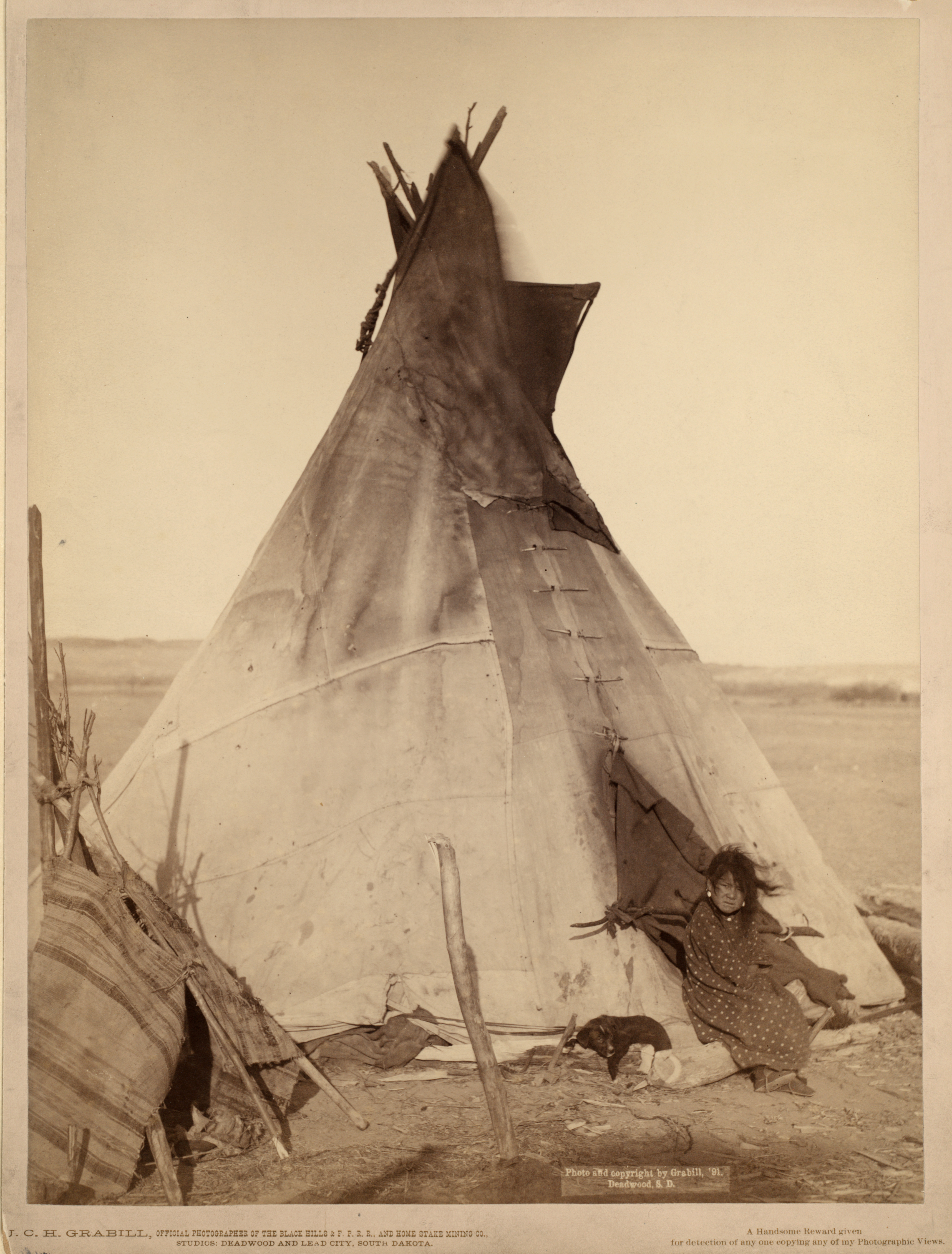
Девочка оглала у типи, 1891 г.

Оглала отделились от других лакота в начале XIX века и обосновались между Блэк-Хилс и устьем Бэд-Ривер на территории современного штата Южная Дакота.
В состав оглала входило около 20 племен. Каждое из двадцати племен было разделено на группы Тийоспайе (tiyośpaye), которые состояли из ряда небольших семейных лагерей Тивахе (tiwahe). В течение года tiwahe были разбросаны по всей территории. В отдельных случаях они вновь собирались как tiyośpaye, чтобы сотрудничать на таких мероприятиях, как большая охота на бизонов. Каждое лето, как правило, в начале июня, коллективы из многих групп собрались на ежегодный священный Танец Солнца. В 1875 году д-р Джон Сэвилл, агент индейской территории Красного Облака, отмечал, что племя Оглала делилось на три основные группы: Кийукса (Kiyuksa), Ойухпе (Oyuĥpe) и Оглала (Oglala).
Отношения оглала с первыми европейцами складывались довольно миролюбиво. Оглала были весьма приветливы и радушно принимали торговцев и путешественников в своих лагерях. Но с 1840 года отношения между белыми людьми и оглала начали портиться. Белых переселенцев становилось всё больше и больше. Они распугивали дичь, уничтожали траву и лес, приносили новые болезни, от которых умирало много индейцев. Ситуация накалялась и в итоге привела к войне, которая продолжалась до конца 1870-х годов.
Ныне большинство оглала проживают в своей резервации Пайн-Ридж, которая занимает территорию в 8 984,306 км² и расположена на юге Южной Дакоты.

## Население

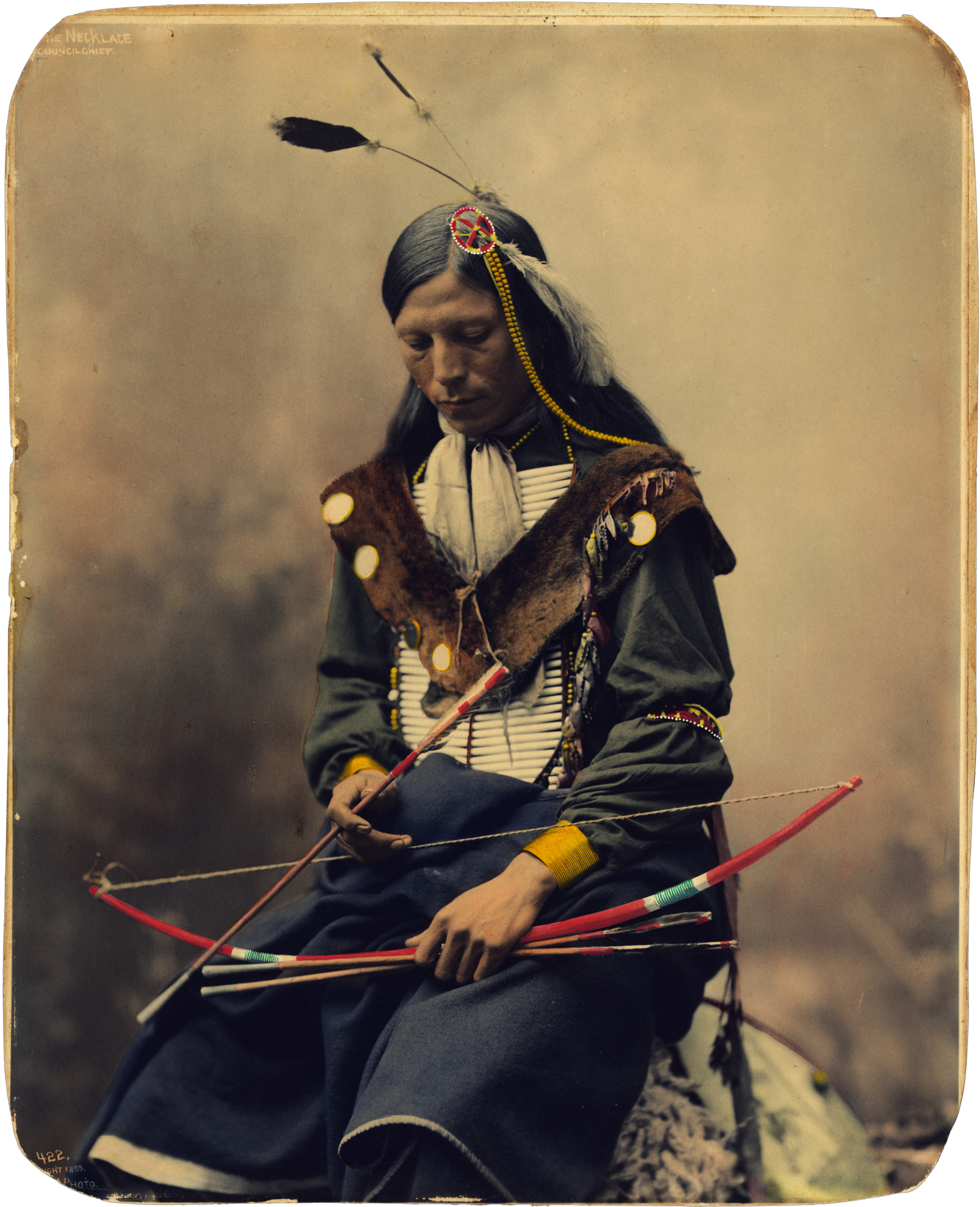
Представитель оглала в 1899 году.

Численность оглала в 1825 году составляла 1500 человек. В 1840 — 2500 чел., в 1856 — 3200 чел., в 1868 — 3000 чел., в 1877 — 6035 чел., в 1882 — 702 чел., в 1890 — 4452 чел., в 1902 — 6602 чел., а в 2008 году численность племени составила 42357 человек.

## Известные представители
- Неистовый Конь — вождь оглала, прославившийся отвагой на поле боя.
- Красное Облако — вождь оглала, известный своей ролью в Войне Красного Облака.
- Мато Нажин[англ.] (Лютер Стоящий Медведь) — вождь оглала, автор мемуаров «Мой народ Сиу», впервые опубликованных в 1929 году в Лондоне.
- Билли Миллс — олимпийский чемпион в беге на 10000 метров.
- Расселл Минс — американский общественный деятель, борец за права индейцев.
- Чёрный Лось — знахарь и католический проповедник, записанные рассказы которого служат ценным источником информации об истории и культах народности лакота.
- Пинающий Медведь — предводитель одного из кланов, художник.